# Contea di Troup
La contea di Troup, in inglese Troup County, è una contea dello Stato della Georgia, negli Stati Uniti. La popolazione al censimento del 2000 era di 58.779 abitanti. Il capoluogo della contea è LaGrange.

## Geografia fisica
La contea si trova nella parte occidentale della Georgia. Lo United States Census Bureau certifica che l'estensione della contea è di 1.155 km², di cui 1.072 km² composti da terra e i rimanenti 83 km² costituiti da acque interne.

### Contee confinanti
- Contea di Coweta (Georgia) - nord-est
- Contea di Meriwether (Georgia) - est
- Contea di Harris (Georgia) - sud
- Contea di Chambers (Alabama) - sud-ovest
- Contea di Randolph (Alabama) - nord-ovest
- Contea di Heard (Georgia) - nord/nord-ovest

## Principali strade ed autostrade
- Interstate 85
- Interstate 185
- U.S. Highway 27
- U.S. Highway 29
- Georgia State Route 14
- Georgia State Route 18
- Georgia State Route 54

## Storia
La contea fu costituita il 14 dicembre 1826.

## Comuni
- Hogansville - city
- LaGrange - city
- West Point - city

### Altre località
- Mountville - unincorporated community
- Harrisonville - unincorporated community